# Los Angeles Sparks 2023
La stagione 2023 delle Los Angeles Sparks fu la 27ª nella WNBA per la franchigia.
Le Los Angeles Sparks arrivarono quarte nella Western Conference con un record di 17-23, non qualificandosi per i play-off.

## Roster
| N° | Naz.                   | Ruolo | Sportivo           | Anno | Alt. | Peso |
| -- | ---------------------- | ----- | ------------------ | ---- | ---- | ---- |
| 1  | Stati Uniti (bandiera) | G     | Zia Cooke          | 2001 | 175  | 74   |
| 2  | Stati Uniti (bandiera) | G     | Nia Clouden        | 2000 | 175  | 63   |
| 4  | Stati Uniti (bandiera) | G     | Lexie Brown        | 1994 | 175  | 73   |
| 5  | Stati Uniti (bandiera) | A     | Dearica Hamby      | 1993 | 191  | 86   |
| 12 | Stati Uniti (bandiera) | GA    | Rae Burrell        | 2000 | 188  | 76   |
| 13 | Stati Uniti (bandiera) | AC    | Chiney Ogwumike    | 1992 | 191  | 83   |
| 15 | Stati Uniti (bandiera) | G     | Jasmine Thomas     | 1989 | 175  | 65   |
| 21 | Stati Uniti (bandiera) | G     | Jordin Canada      | 1995 | 168  | 61   |
| 22 | Stati Uniti (bandiera) | G     | Evina Westbrook    | 1998 | 183  | 72   |
| 23 | Stati Uniti (bandiera) | C     | Azurá Stevens      | 1996 | 198  | 82   |
| 24 | Stati Uniti (bandiera) | A     | Joyner Holmes      | 1998 | 190  | 90   |
| 25 | Stati Uniti (bandiera) | G     | Layshia Clarendon  | 1991 | 175  | 72   |
| 30 | Stati Uniti (bandiera) | A     | Nneka Ogwumike     | 1990 | 188  | 79   |
| 33 | Stati Uniti (bandiera) | G     | Destanni Henderson | 1999 | 170  | 63   |
| 44 | Stati Uniti (bandiera) | G     | Karlie Samuelson   | 1995 | 191  | 74   |

## Staff tecnico
- Allenatore: Curt Miller
- Vice-allenatori: Chris Koclanes, Steve Smith, Danielle Viglione
- Preparatore atletico: Courtney Watson
- Preparatore fisico: Kelly Dormandy